# 德克斯维尔
德克斯维尔（法語：Deuxville）是法国默尔特-摩泽尔省的一个市镇，属于吕内维尔区（Lunéville）吕内维尔北县（Lunéville-Nord）。该市镇总面积7.23平方公里，2009年时的人口为410人。

## 人口
德克斯维尔人口变化图示